# ویلمینگتون (مینه‌سوتا)
ویلمینگتون (به انگلیسی: Wilmington) یک منطقهٔ مسکونی در ایالات متحده آمریکا است که در شهرستان هیوستون، مینه‌سوتا واقع شده‌است. ویلمینگتون ۳۶۲٫۱۱ متر بالاتر از سطح دریا واقع شده‌است.